# Inquisición portuguesa

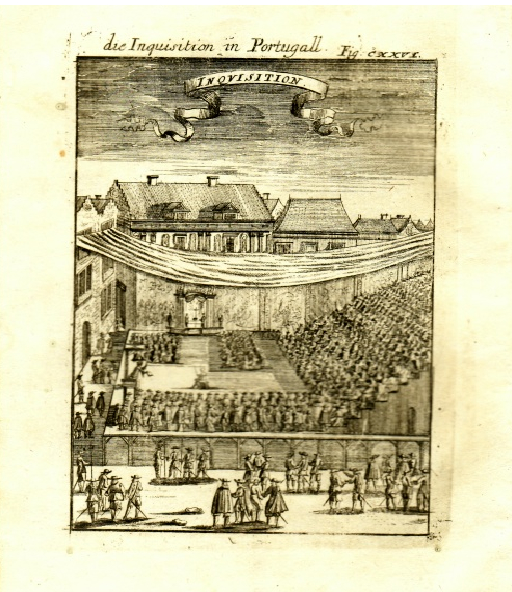
Grabado titulado "Die Inquisition in Portugall", de Jean David Zunner, 1685.

La Inquisición Portuguesa (en portugués: Inquisição Portuguesa) fue un sistema formal de tribunales, denunciantes y calabozos, que actuó en Portugal y las colonias de ultramar del Imperio Portugués, entre 1536 y 1821, con el fin de perseguir a los no católicos, castigar la disidencia religiosa interna católica y, en general, erradicar las prácticas y opiniones condenadas por la Iglesia católica, mediante la coacción y censura. Institucionalmente fue análoga a la Inquisición Española, y al igual que ésta tuvo un estatuto especial, que le permitía actuar con casi completa independencia respecto de la Curia Romana y las autoridades civiles locales, contando con las máximas armas y atribuciones otorgadas por la monarquía portuguesa. En los autos de fe realizados entre 1536 y 1794, la Inquisición Portuguesa ejecutó alrededor de 1183 personas, ejecutó in effigie (destrucción de una representación o retrato, por muerte previa o evasión del condenado, y posterior confiscación de sus bienes) a 663 personas y aplicó diversos castigos a otras 29 611 personas.

## Historia

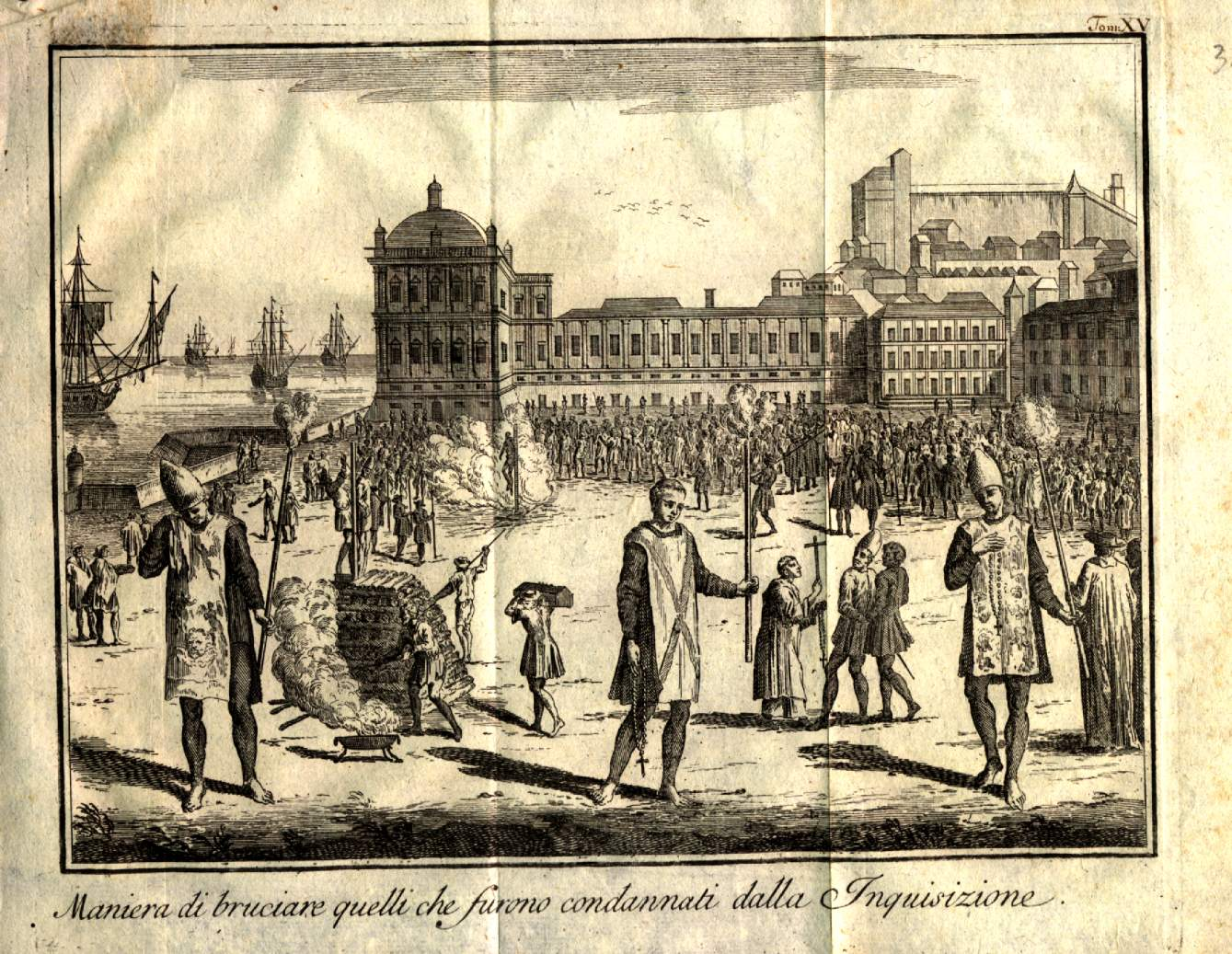
Auto de fe realizado en la Praça do Comércio de Lisboa durante el.

En Portugal, donde se habían refugiado numerosos judíos españoles luego de la expulsión de 1492, el rey Manuel I, presionado por sus suegros, los Reyes Católicos, decretó en 1497 la expulsión de los judíos que no se convirtieran al cristianismo. Esta amenaza produjo numerosas conversiones forzadas.

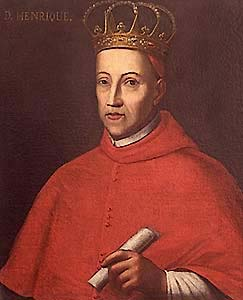
Don Enrique, cardenal, gran inquisidor (1539-1578) y futuro rey de Portugal (1578-1580).

A partir de este acontecimiento la situación para los judíos de Portugal se complicó. El Papa insistía en instalar allí la inquisición. Para la iglesia era una excelente oportunidad económica, ya que si descubría que algún “converso” judaizaba, todo su dinero, bienes y propiedades serían confiscados  y pasarían para la iglesia y muchos judíos conversos en Portugal tenían mucho éxito en sus negocios.
Para cumplir su compromiso de boda con María de Aragón y Castilla, Manuel I había solicitado además a Roma la instalación de una Inquisición Portuguesa. Pero fue solamente tras su muerte que el papa Paulo III aprobó la idea, por lo que fue la Inquisición establecida formalmente en 1536 durante el reinado de Juan III de Portugal, quien -además de la labor central de persecución de "herejes" y, sobre todo, "judaizantes"- le asignó atribuciones para la censura de libros y publicaciones, junto con jurisdicción en asuntos como adivinación, brujería y bigamia. El primer inquisidor general fue Fr. Diogo da Silva (1536-1539).
En sus primeros tres años la Inquisición Portuguesa estuvo bajo la autoridad del papa, pero en 1539 Juan III nombró Gran Inquisidor a su propio hermano, el futuro Enrique I de Portugal, con lo que la institución solo respondía al rey. El primer auto de fe tuvo lugar en Lisboa el 20 de septiembre de 1540. Finalmente, en 1547, el papado terminó aceptando que la Inquisición dependiese de la Corona portuguesa.
En Portugal hubo tribunales en Lisboa, Coímbra y Évora, y por un corto período (1541-c. 1547) también en Oporto, Tomar y Lamego. En el ámbito de las colonias, en 1560 se estableció uno de los tribunales del organismo en la colonia de Goa, en la India portuguesa, mientras que los establecimientos portugueses en América y África occidental dependieron del tribunal de Lisboa. 
Además los tribunales organizaban en sus jurisdicciones "visitas inquisitoriales", o giras en las que representantes de la institución recorrían el territorio, en una especie de procesión celebrada con toda pompa y boato, con el objetivo de alentar las delaciones que permitían levantar procesos y confiscaciones en lugares apartados. Estas visitas eran realizadas regularmente en las áreas rurales de Portugal y esporádicamente en las islas portuguesas del Atlántico y las colonias de Brasil y África occidental, dependientes del tribunal de Lisboa.
La Inquisición Portuguesa, al igual que la española, fue primero clausurada por un decreto de Napoleón en 1808. Pero solo fue abolida definitivamente por las Cortes Generales de Portugal, en 1821.

## Brasil y África Occidental

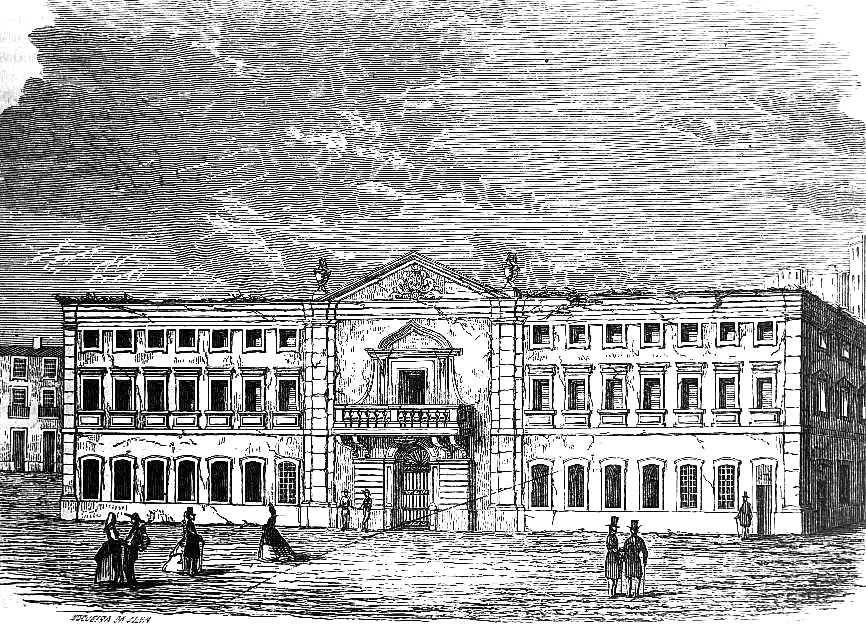
La sede central de la Inquisición Portuguesa en Lisboa, o Palacio dos Estaús, que además de albergar los juicios de la capital era el tribunal responsable de las colonias portuguesas del Atlántico (Brasil, África Occidental e posesiones insulares).

Respecto de Brasil, desde inicios de la conquista del territorio los jesuitas solicitaron reiteradamente a la Corona portuguesa la instalación de un tribunal de la Inquisición, para luchar contra las creencias de los nativos y la eventual prédica luterana de navegantes de otros países europeos. Finalmente se intentó establecer una sede en Bahía a fines del siglo XVI, durante el episcopado de Antonio Barreiros, pero el tribunal de Lisboa se reservó la jurisdicción, negándose a la existencia de una nueva sede. 
De manera que en Brasil (a partir de la visita realizada entre 1591-1595), así como Santo Tomé y el Congo (desde la visita de 1596-1598) fueron recorridos en diversas oportunidades por misiones de "visitadores" inquisitoriales, enviados o designados desde la metrópolis, cuyas funciones a veces también fueron ejercidas en los hechos por los obispos locales, dando pie a disputas sobre competencia y atribuciones. Estas "visitas", como la segunda realizada a Brasil (1618 a 1620), precipitaron la migración circunstancial de cristianos nuevos y judíos portugueses hacia los territorios americanos dependientes de España, donde a su vez la Inquisición Española terminó procesando un elevado porcentaje de portugueses. 
En la primera mitad del siglo XVII, la corona usó la Inquisición Portuguesa como una herramienta política para luchar contra el contrabando europeo en Guinea e intentó, nuevamente, instalar una sede en Río de Janeiro (1639) para controlar las incursiones de los bandeirantes paulistas sobre las misiones jesuitas del Río de la Plata, aunque esta última iniciativa finalmente no prosperó
La actividad inquisitorial en Brasil fue lo suficientemente activa como para que en un momento se temiera que podría interferir en la prosperidad del territorio, por lo que el rey refrenó el " entusiasmo azucarero" de los inquisidores.

## El tribunal de la Inquisición en Goa

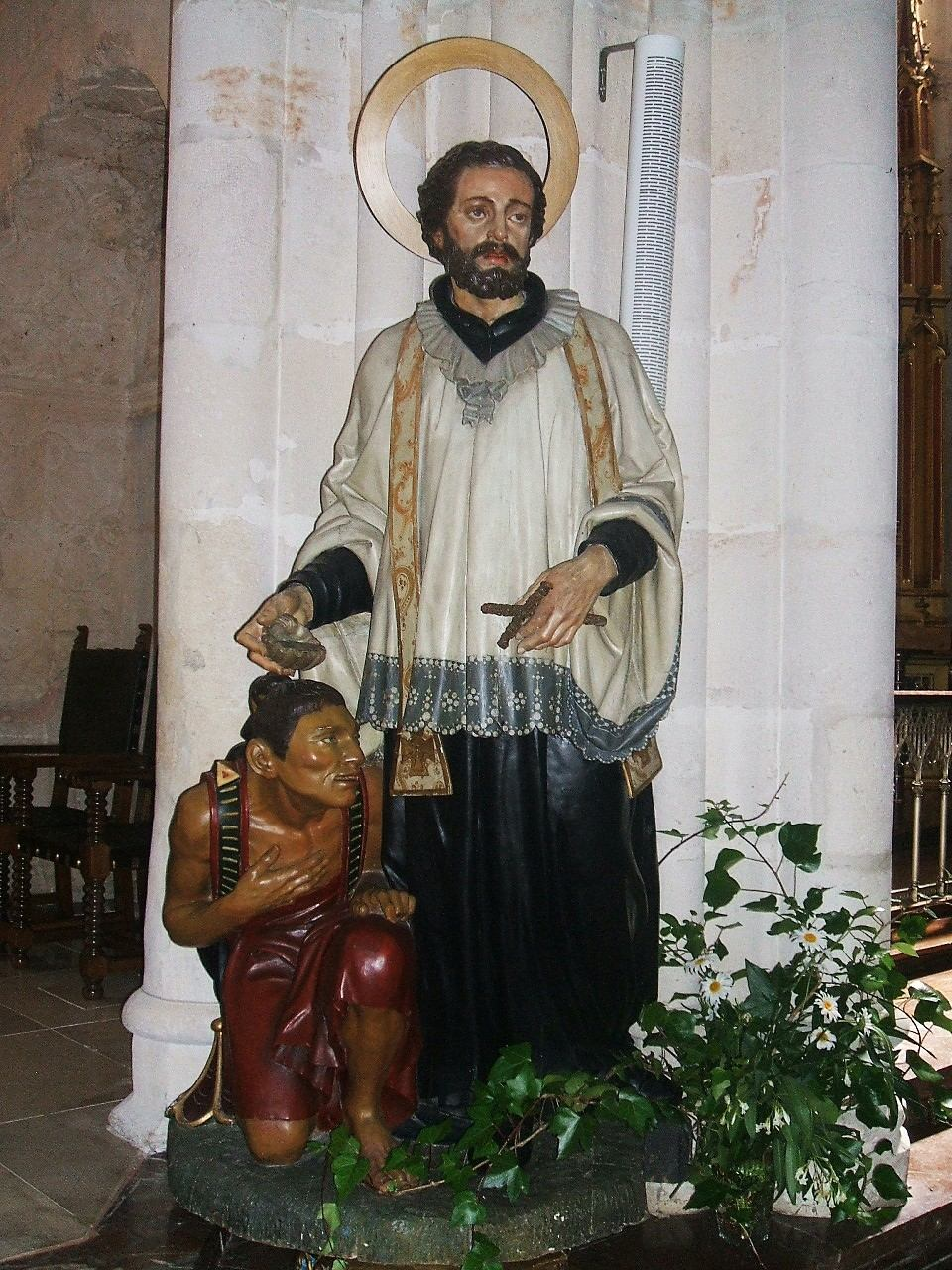
El misionero jesuita Francisco Javier, aquí representado en una iglesia española bautizando a un habitante de la India, solicitó la creación de la Inquisición Portuguesa en Goa.

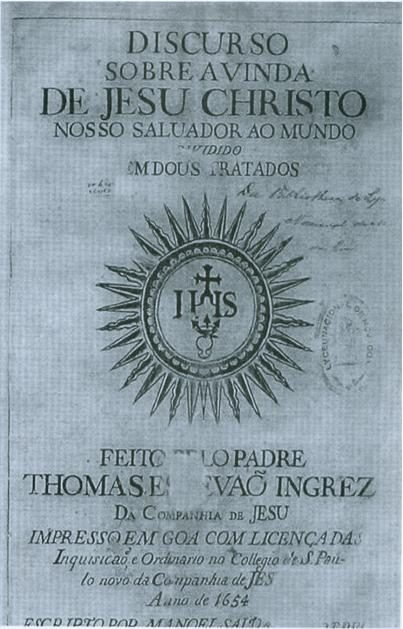
El Krista Purana, poema épico sobre la vida de Jesús escrito por el jesuita Thomas Stephens en 1654, incluye en su portada la autorización de la Inquisición de Goa, que ejercía la censura previa sobre las publicaciones.

En 1545, el misionero jesuita Francisco Javier —preocupado porque algunos habitantes pobres de Goa se convirtieran al cristianismo con fines utilitarios, porque los nuevos conversos conservaran costumbres y vestimenta tradicionales y por la competencia con otras religiones— envió una carta a Juan III de Portugal solicitando la instalación de un tribunal de la Inquisición en Goa.
El tribunal fue finalmente establecido en 1560. Sus primeros inquisidores, Aleixo Dias Falcão y Francisco Marques, se instalaron en el antiguo palacio del Sultán de Goa, lo que obligó al virrey portugués a trasladarse a una residencia menor. El tribunal tenía jurisdicción sobre todos los territorios portugueses al este del Cabo de Buena Esperanza.
Su labor se dirigió principalmente contra conversos procedentes del hinduismo o del islam, sospechosos de retomar sus creencias originales, así como contra personas no conversas acusadas de infringir las prohibiciones sobre los ritos hindúes y musulmanes o de obstaculizar las labores misioneras.
El tribunal también actuó contra el cristianismo siríaco presente en Kerala, al que se acusó de mantener la doctrina nestoriana, y contra las comunidades judías locales. Aunque oficialmente buscaba preservar la fe católica, la Inquisición en Goa también procesó a católicos indios y a colonos portugueses —tanto cristianos nuevos como cristianos viejos— y fue utilizada como instrumento de control social y de confiscación de bienes.
Las prohibiciones impuestas por el tribunal sobre costumbres y vestimenta contribuyeron a la emigración de los católicos de Mangalore, que se establecieron en el sur de Canara (Distrito de Dakshina Kannada, Karnataka).

Goa es tristemente famoso por su inquisición, tan contraria a la humanidad como al comercio. Los monjes portugueses nos hicieron creer que el pueblo adoraba al diablo, y son ellos los que le han servido.
Voltaire

La mayoría de los registros de la Inquisición de Goa fueron destruidos tras su abolición en 1812, lo que impide conocer el número exacto de víctimas.